# نيكولا فوكيفيتش
نيكولا فوكيفيتش لاعب كرة قدم مونتينيغري، ولد في (13 ديسمبر 1991) لعب سابقاً في النادي الأهلي.

## روابط خارجية
- نيكولا فوكيفيتش على موقع الاتحاد الأوربي (الإنجليزية)
- نيكولا فوكيفيتش على موقع قاعدة بيانات كرة القدم.إي يو (الإنجليزية)
- نيكولا فوكيفيتش على موقع ناشيونال فوتبول تيمز (الإنجليزية)
- نيكولا فوكيفيتش على موقع Soccerway.com (الإنجليزية)
- نيكولا فوكيفيتش على موقع عالم كرة القدم.نت (الإنجليزية)
- نيكولا فوكيفيتش على موقع AS.com (الإسبانية)